# Jack Savoretti

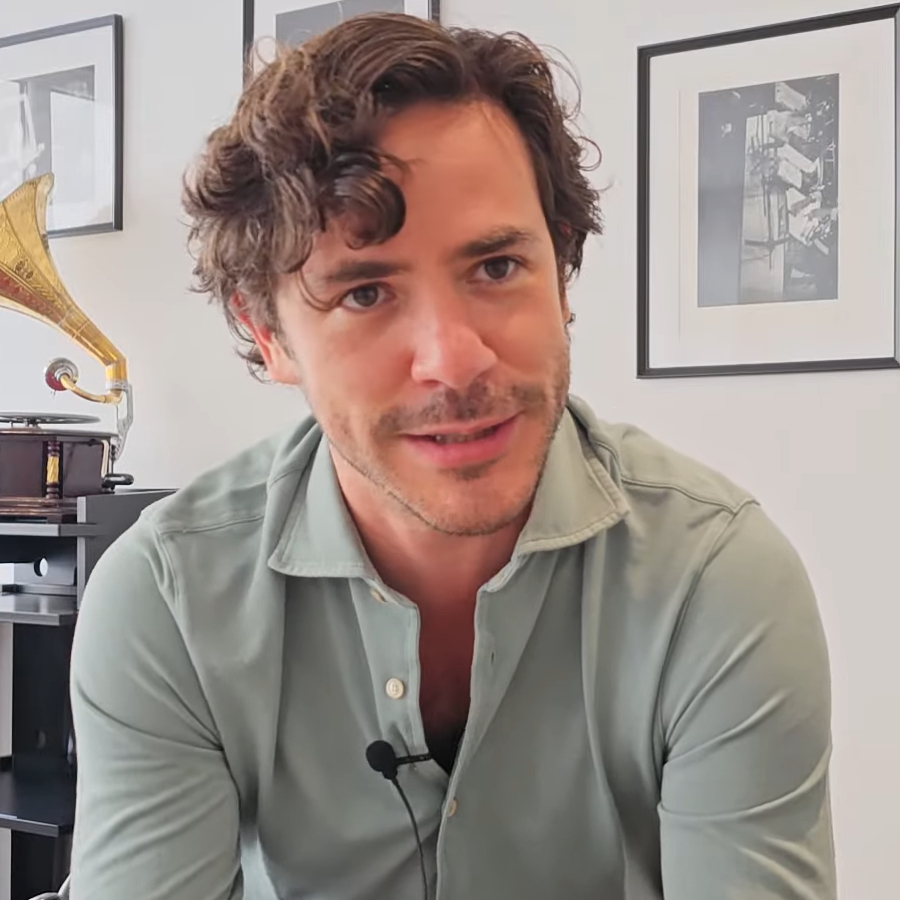
Jack Savoretti (2024)

Jack Savoretti (* 10. Oktober 1983 in London; vollständiger Name Giovanni Edgar Charles Galletto Savoretti) ist ein englischer Singer-Songwriter. Um 2006 hatte er seine ersten Erfolge, in der zweiten Hälfte der 2010er Jahre war er regelmäßig mit seinen Alben international erfolgreich und erreichte 2019 mit Singing to Strangers Platz 1 in Großbritannien.

## Biografie
Der Vater von Jack Savoretti stammt aus Italien, die Mutter war ein englisches Model. Sie war in den 1960er Jahren in der Musikszene unterwegs und ermutigte ihren Sohn dazu, Musiker zu werden. 2006 veröffentlichte er seinen ersten Song Without und hatte damit bereits einen kleineren Radioerfolg. Daraufhin durfte er Corinne Bailey Rae bei ihrer Europatour begleiten. Mit seinem Debütalbum Between the Minds schaffte Savoretti ein Jahr später auf Anhieb den Charteinstieg. Es folgte seine erste Solotour gesponsert von einer englischen Kaffeehauskette.
Bei seinem zweiten Album Harder Than Easy konzentrierte er sich auf den amerikanischen Markt, nachdem er dort durch die Verwendung mehrerer Songs in Fernsehserien bekannt geworden war. Das Label betrieb großen Aufwand bei der Produktion mit Musikern der Counting Crows und aus Tom Waits’ Band und dem Grammy-Gewinner Jack Joseph Puig als Produzent. Bei der Bewerbung des Albums in den Staaten zeigte das Label aber wenig Einsatz und das Album floppte nach seiner Veröffentlichung 2009. Aus Ärger trennte sich Savoretti von Label und Management und spielte mit dem Gedanken aufzuhören.
Doch schon 2012 unternahm er einen weiteren Anlauf mit dem Album Before the Storm, das er mit schwedischen Produzenten aufnahm. Auch ohne Charterfolg ermutigten ihn die positiven Rezensionen und er schloss sich 2014 dem Major-Label BMG an. Mit Sam Dixon und Matt Benbrook hatte er wieder zwei renommierte Produzenten für ein neues Album. Musikalisch wandte er sich seinen italienischen Wurzeln und der Popmusik der 1960er und 1970er Jahre zu. Written in the Scars erschien 2015 und wurde sein erster internationaler Erfolg. Neben den Top 10 in Großbritannien erreichte es auch die Charts in Italien und in seiner Wahlheimat der Schweiz.
Beflügelt von dem Erfolg ließ er nur ein Jahr später sein fünftes Album Sleep No More folgen, das ähnlich erfolgreich war wie der Vorgänger.
Für sein nächstes Album ging Savoretti nach Rom und machte Aufnahmen im Studio des Filmkomponisten Ennio Morricone. Singing to Strangers erschien 2019 und verhalf dem Musiker zu einer Nummer-eins-Platzierung in den britischen Charts.

## Diskografie

### Alben
| Jahr | Titel                | Höchstplatzierung, Gesamtwochen, AuszeichnungChartplatzierungen (Jahr, Titel, Platzierungen, Wochen, Auszeichnungen, Anmerkungen) | Höchstplatzierung, Gesamtwochen, AuszeichnungChartplatzierungen (Jahr, Titel, Platzierungen, Wochen, Auszeichnungen, Anmerkungen) | Höchstplatzierung, Gesamtwochen, AuszeichnungChartplatzierungen (Jahr, Titel, Platzierungen, Wochen, Auszeichnungen, Anmerkungen) | Höchstplatzierung, Gesamtwochen, AuszeichnungChartplatzierungen (Jahr, Titel, Platzierungen, Wochen, Auszeichnungen, Anmerkungen) | Anmerkungen                            |
| Jahr | Titel                | DE | IT | CH | UK | Anmerkungen                            |
| ---- | -------------------- | --- | --- | --- | --- | -------------------------------------- |
| 2007 | Between the Minds    | — | — | — | UK70 (1 Wo.)UK | Erstveröffentlichung: 5. März 2007     |
| 2015 | Written in Scars     | — | IT67 (2 Wo.)IT | CH11 (9 Wo.)CH | UK7 Gold · (41 Wo.)UK | Erstveröffentlichung: 9. Februar 2015  |
| 2016 | Sleep No More        | — | IT15 (8 Wo.)IT | CH23 (2 Wo.)CH | UK6 Gold · (26 Wo.)UK | Erstveröffentlichung: 28. Oktober 2016 |
| 2019 | Singing to Strangers | DE98 (1 Wo.)DE | IT19 (5 Wo.)IT | CH8 (5 Wo.)CH | UK1 Gold · (32 Wo.)UK | Erstveröffentlichung: 15. März 2019    |
| 2021 | Europiana            | — | IT72 (2 Wo.)IT | CH15 (3 Wo.)CH | UK1 Silber · (9 Wo.)UK | Erstveröffentlichung: 25. Juni 2021    |
| 2024 | Miss Italia          | — | IT23 (1 Wo.)IT | CH98 (1 Wo.)CH | UK43 (1 Wo.)UK | Erstveröffentlichung: 16. Mai 2024     |

Weitere Alben
- 2009: Harder Than Easy
- 2012: Before the Storm

### Singles
| Jahr | Titel Album                      | Höchstplatzierung, Gesamtwochen, AuszeichnungChartplatzierungen (Jahr, Titel, Album, Platzierungen, Wochen, Auszeichnungen, Anmerkungen) | Höchstplatzierung, Gesamtwochen, AuszeichnungChartplatzierungen (Jahr, Titel, Album, Platzierungen, Wochen, Auszeichnungen, Anmerkungen) | Anmerkungen                             |
| Jahr | Titel Album                      | CH | UK | Anmerkungen                             |
| ---- | -------------------------------- | --- | --- | --------------------------------------- |
| 2006 | Without Between the Minds        | — | UK90 (1 Wo.)UK |                                         |
| 2015 | Home Written in Scars            | CH71 (1 Wo.)CH | — |                                         |
| 2015 | Catapult Written in Scars        | — | UK89 (1 Wo.)UK | Erstveröffentlichung: 26. Oktober 2015  |
| 2018 | Candlelight Singing to Strangers | — | UK70 (1 Wo.)UK | Erstveröffentlichung: 12. Dezember 2018 |